# Expédition Ziegler

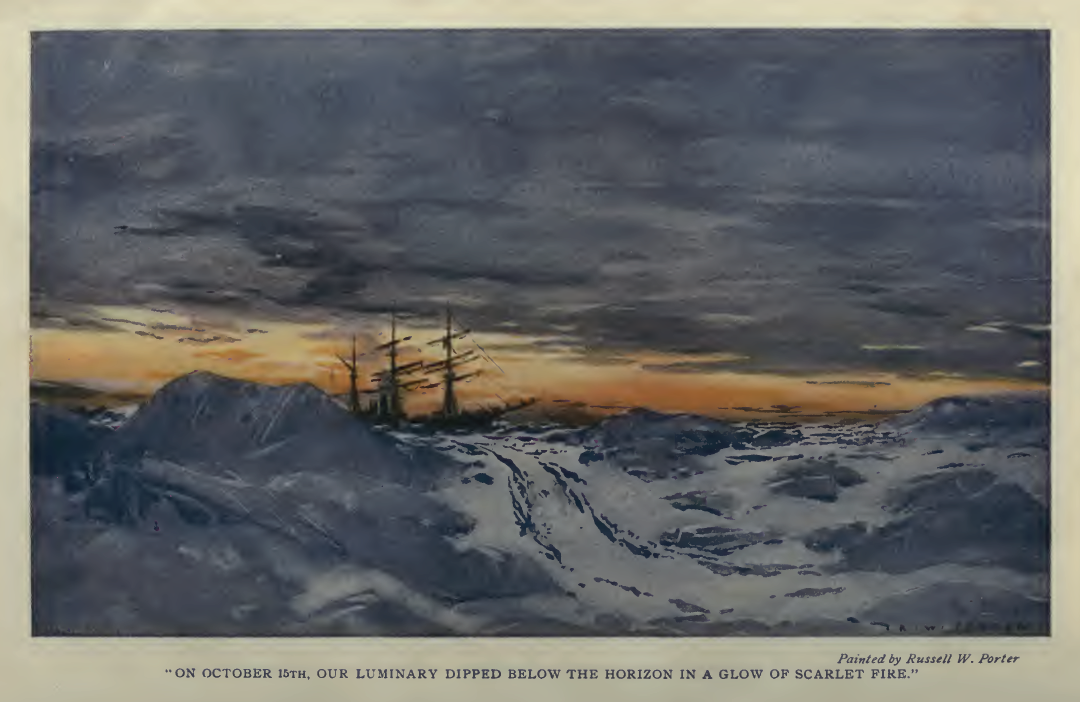
dessin d'Anthony Fiala pour l’expédition Ziegler-Fiala

L'expédition arctique Ziegler (1903-1905), aussi connue comme expédition Anthony Fiala est une tentative pour atteindre le Pôle Nord. 

## Histoire

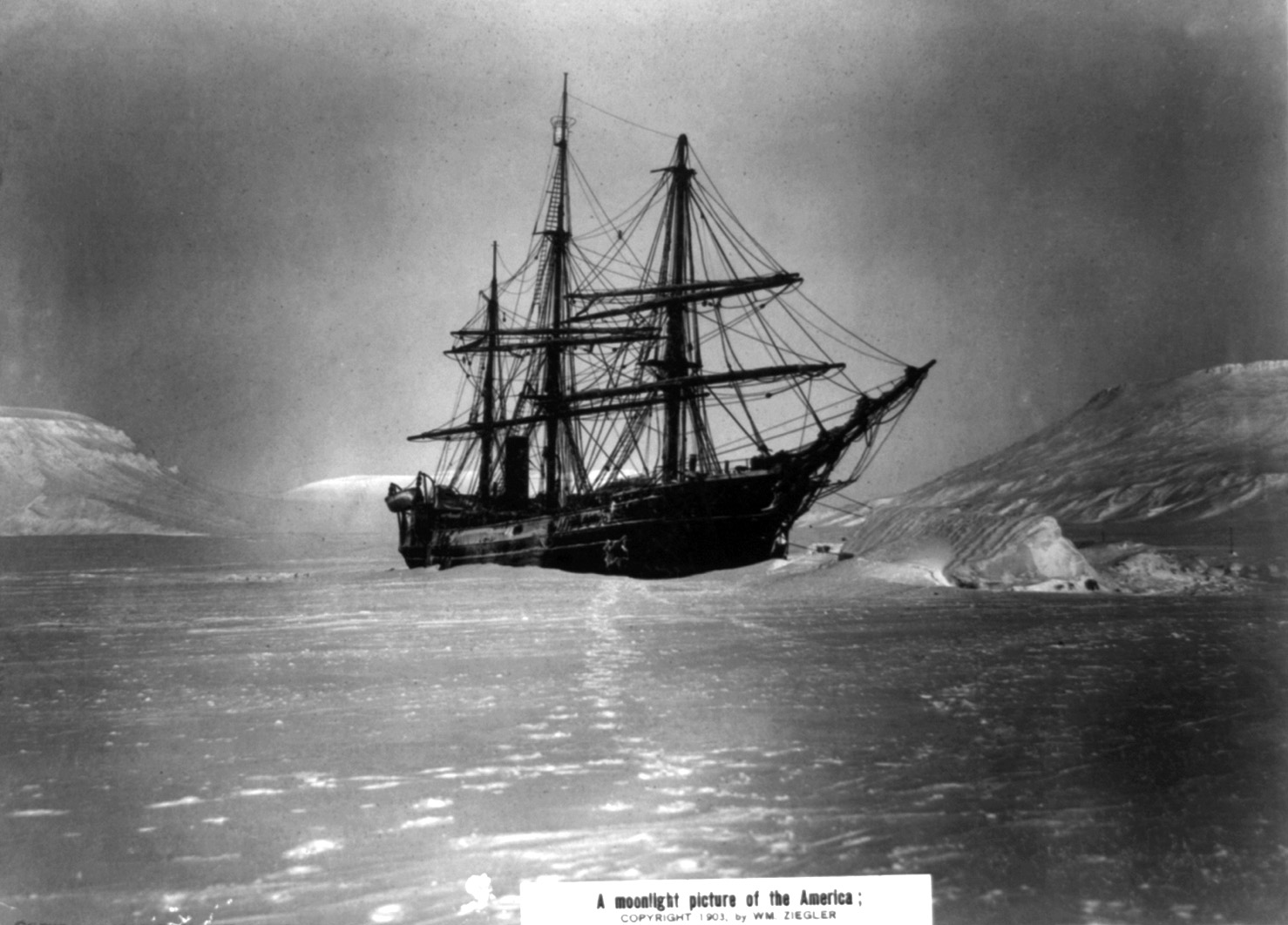
LAmerica, navire de l'expédition Baldwin-Ziegler

Deuxième expédition financée par William Ziegler après celle d'Evelyn Baldwin (1901), elle est dirigée par Anthony Fiala qui avait été le photographe de la première et part de Tromsø (Norvège) le 14 juin 1903 à bord de l'America. 

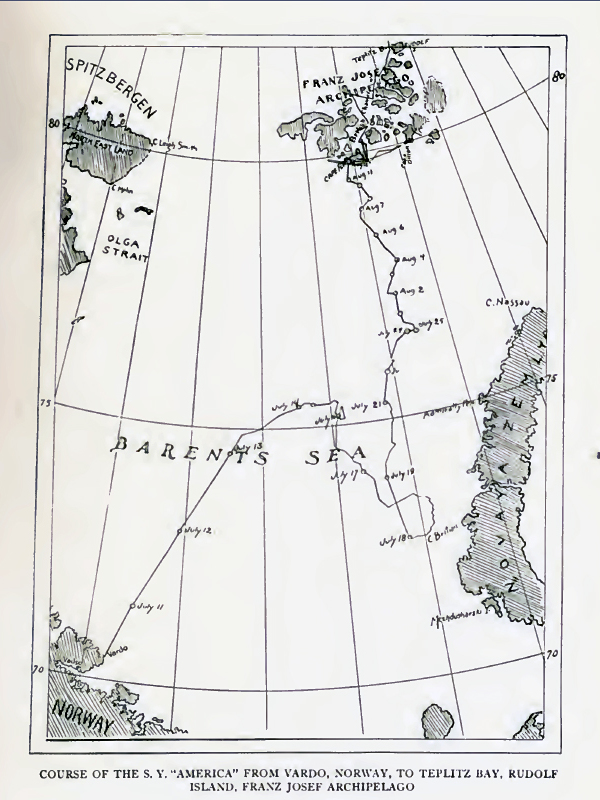
Le trajet de lAmerica, 1903.

Lors du premier hivernage, les membres déposent des ravitaillements et du charbon en baie Teplitz sur l'île Prince Rudolf, île la plus septentrionale de l'archipel François-Joseph.  

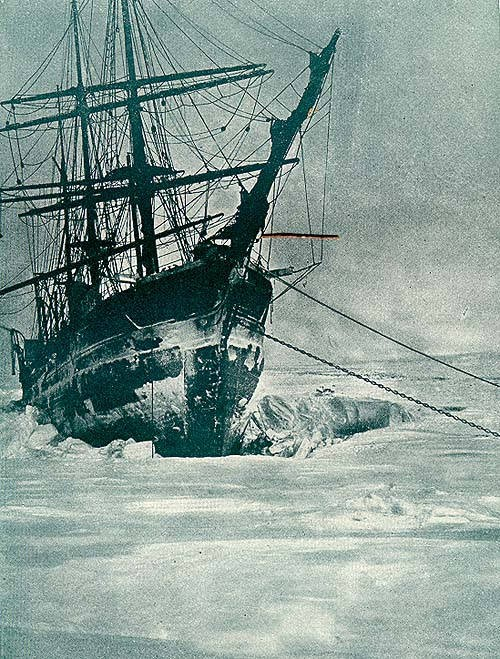
LAmerica pris par les glaces en baie de Teplitz, 1904

En novembre 1903, le navire se retrouve entièrement bloqué par les glaces. Au printemps, plusieurs tentatives sont faites pour atteindre le Pôle mais les conditions météorologiques s'avèrent catastrophiques. 
Les hommes décident alors de rejoindre le sud et atteignent le cap Flora sur l'île Northbrook. Le second de l'expédition améliore pendant ce temps la cartographie des paysages traversés. 
Une équipe de secours, dirigée par William S. Champ à bord du Terra Nova parvient avec difficulté à retrouver six hommes à l'île McClintock (28 juillet 1905) puis le reste de l'équipage à l'île Northbrook.

## Bibliographie

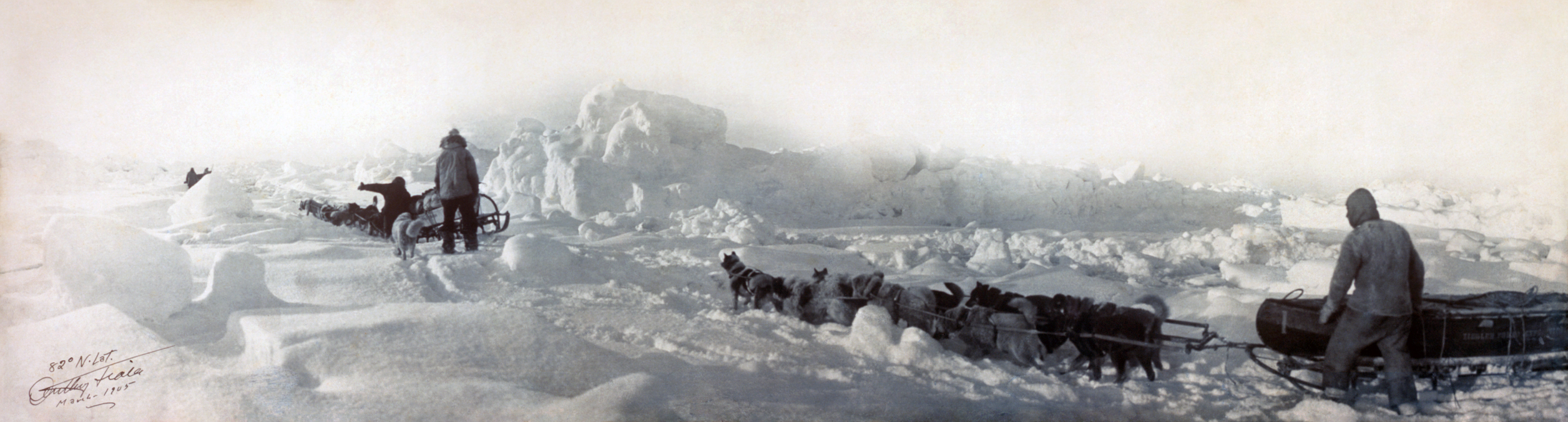
L’expédition Ziegler (mars 1905)